# Бихари, Янош
Я́нош Би́хари (венг. Bihari János; 21 октября 1764, Вельке-Благово — 26 апреля 1827, Пешт) — классический венгерский скрипач и композитор цыганской национальности, один из основателей венгерского музыкального жанра «вербункош» и академической цыганской музыки. Был знаменит любовью к импровизации и обработке венгерско-цыганского танцевального фольклора. Считается, что именно Бихари сочинил «Ракоци марш», ставший венгерским революционным маршем.

## Биография
Янош родился в словацком городке Надьябонь (ныне Вельке-Благово, Житный остров), в семье цыгана-скрипача. О его детстве и юности ничего не известно, все биографы Бихари писали лишь о его зрелости и старости. Этому были две причины. Во-первых, по-видимому, он не интересовал их как личность, только как музыкант. А во-вторых, тогда бы непременно пришлось упомянуть, что он родился в цыганской семье, а в Венгрии XIX века это считалось «неприличным», причём настолько, что если приходилось упоминать национальность того или иного «положительного» цыгана, то его деликатно обозначали как «нового венгра». В результате, в XIX веке словосочетание «новый венгр» было столь же расхожим штампом, как в России 1990-х — «лицо кавказской национальности».
Таким образом, биографию Бихари можно проследить только с 1801 года, когда он организовал в Пеште танцевальный оркестр (1 цимбалист, 4 скрипача), с которым гастролировал в разных странах в качестве скрипача и дирижёра. Его биограф Габор Матрай в 1853 году пишет, что вскоре Янош стал самым популярным исполнителем фольклора в Пеште и, возможно, в Венгрии. Но репертуар самоучки-скрипача не ограничивался венгерскими и цыганскими танцами, он исполнял также фольклор и классические произведения Чехии, Великобритании, Франции, Австрии и других стран.
Бихари играл на придворных банкетах, для парламентов провинции, для венского конгресса, для иностранных гостей Венгрии, был приглашён к императорскому двору. Мелодии Бихари использовали Ференц Лист, Людвиг ван Бетховен, Пабло Сарасате и другие европейские композиторы. Популярность позволяла Яношу вести жизнь аристократа: во время гастролей он останавливался в роскошных отелях, имел специального слугу для переноски своей скрипки, одевался в дорогие костюмы.
По легенде, император Австро-Венгрии хотел даровать музыканту дворянство, но тот, отказался, не желая быть выше прочих членов труппы.
В декабре 1824 года, во время возвращения домой, карета Яноша перевернулась. В результате левая кисть скрипача оказалась раздавлена. Несмотря на все усилия одного из лучших врачей Пешта, Бихари стал инвалидом. Тем не менее, Янош продолжал выступать. Правда, теперь он больше не дирижировал оркестром, эту обязанность стал выполнять Янош Шаркози. В 1825 году Бихари ещё играет на коронации королевы в Братиславе. Но в результате отхода на второй план и снижения работоспособности, он теряет своё благосостояние.
Янош Бихари умер в Пеште в 1827 году, в бедности и одиночестве.

## Достижения
Бихари оставил после себя 84 сочинения, среди которых наиболее знамениты «Колыбельная», «Реквием для сына», и произведения в жанре «вербункош»: «Шести взмахов сабли», «Когда закончились деньжата», «Сто человек». Поскольку он не знал нотной грамоты, произведения записывались знакомыми, более грамотными музыкантами. Скорее всего, поэтому большая часть сочинений не сохранилась для потомства.
Об их качестве мы можем судить по тому, как писал об игре Бихари Ференц Лист: «Сладкие мелодии его волшебной скрипки вливались нектаром в наши очарованные уши» (сочинение «Цыгане и их музыка в Венгрии»)
Самый значительный представитель стиля «вербункош». Янош Бихари входит в тройку виртуозов венгерской музыкальной романтики вместе с Яношом Лавотта и Анталом Чермаком.

## Внешность
Вот описание Яноша Бихари, данное Ференцем Листом: «Бихари обладал высокой, приземистой фигурой (…) Он не любил крепких напитков и выпивал только когда не хотел обидеть друзей. Членов своего оркестра он также держал в строгости. Придерживался он строгой дисциплины и других отношениях. Он сам и члены его оркестра носили народные костюмы, великодушно купленные для них полковником Карелом Кубиньи. Костюм состоял из тёмно-синих брюк, скроенных по-венгерски и украшенных чёрными лампасами и бахромой, и красных „доломанов“ (…), рукава которых были отделаны овечьей шкурой. На голове они носили „калпаки“ (…) из меха выдры, с белыми перьями. (…) Чтобы отличать Бихари от остальных, его костюм был отделан золотой бахромой».
Кстати, именно благодаря Листу и другим музыкантам, не страдающим излишней «деликатностью» мы знаем, что Бихари был цыганом.
Сохранился его портрет, сделанный венгерским художником Яношем Банки. На картине Янош Бихари изображён элегантным, похожим на аристократа мужчиной приятной, немного суровой внешности, со смуглой кожей, чёрными волосами, чёрными глазами, с усами, в отделанном золотом доломане.